# Jeroglíficos Micmac

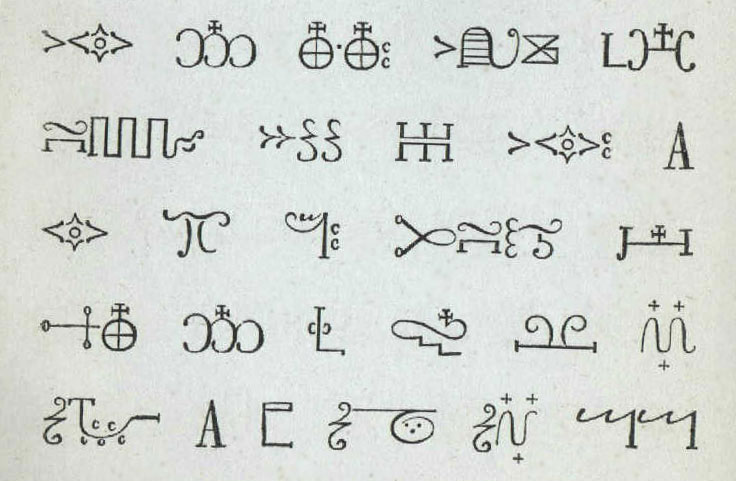
El Ave Maria en jeroglíficos Micmac

Los jeroglíficos Micmac fueron un sistema de escritura utilizado por los indios nativos americanos Micmac, que habitan en la costa este de Canadá. Constituyen un sistema logográfico, aunque también contiene elementos fonéticos.

## Historia
Se presupone que el sistema deriva de pictográmas tradicionales. Christian Le Clercq, misionero católico que en 1675 se encontraba en la península de Gaspesia, afirmó haber visto a los niños Micmac escribir símbolos sobre corteza de abedul. Los grabados eran a veces realizados empleando púas de puerco espín como herramienta. Le Clercq empleó estos símbolos para traducir y escribir oraciones religiosas en Micmac, desarrollando también nuevos símbolos. El sistema de escritura se hizo popular entre los Micmac, siendo utilizado hasta el siglo XIX.
Dado que no hay evidencia histórica o arqueológica de la existencia de estos símbolos antes de la llegada del misionero, se desconoce la antigüedad de los símbolos Micmac en los que, según su afirmación, se basó. Su relación con los petroglifos Micmac también es incierta.
El biólogo y el epigrafista aficionado Barry Fell, afirmó que los jeroglíficos micmac eran de origen egipcio.
Ives Goddard y William Fitzhugh, del Departamento de Antropología del Smithsonian Institution, aparte de considerar completamente infundadas las opiniones de Fell, afirmaron que el sistema pre-misionero era puramente memorístico, un recurso mnemotécnico, y no un sistema de escritura.

## Ejemplos
Texto ritual empleado en el Rito de Confirmación, en jeroglíficos micmac. El texto significa Koqoey telikaqumilálaji msɨt Nakli -?, literalmente, «¿Por qué / os / todo / después de que él las hizo?», o «¿Por qué todos estos pasos son necesarios?».
| Inicio del Padrenuestro. En el texto se lee Nujjinen wásóq – "Nuestro padre / en el cielo" |